# Aeropuerto Regional de Monterey
El Aeropuerto Regional de Monterey (IATA: MRY, OACI: KMRY, FAA LID: MRY) está a 5 km (tres millas) al sureste de Monterey, en el Condado de Monterrey, California, Estados Unidos. Fue creado en 1936 y era conocido como el Aeropuerto de la Península de Monterey hasta que la junta directiva lo renombró el 14 de septiembre de 2011.
El aeropuerto es propiedad de los municipios que conforman el Distrito de Aeropuertos de la Península de Monterey. Es una entidad pública y su junta directiva de cinco miembros es elegida públicamente.
El aeropuerto tiene sus orígenes con vuelos desde el campo de polo del Hotel Del Monte en 1910. En 1941, las comunidades locales formaron el Distrito del Aeropuerto de la Península de Monterey y adquirieron terrenos para construir un aeropuerto. La Segunda Guerra Mundial intervino, y la Armada de los Estados Unidos arrendó la tierra, abriendo la Estación Aérea Auxiliar Naval de Monterey el 23 de mayo de 1943. La Armada permaneció en el aeropuerto hasta 1972.

## Pistas de aterrizaje
El aeropuerto cubre 201 ha (496 acres) y tiene dos pistas:
- 10R/28L: 2,187 m × 46 m (7,175 pies × 150 pies) asfalto
- 10L/28R: 1,068 m × 18 m (3,503 pies × 60 pies) asfalto

## Aerolíneas y destinos

### Pasajeros
| Aerolíneas           | Destinos                                               |
| -------------------- | ------------------------------------------------------ |
| Alaska Airlines      | San Diego, Seattle/Tacoma                              |
| Allegiant Air        | Las Vegas                                              |
| American Airlines    | Dallas/Fort Worth Estacional: Phoenix–Sky Harbor       |
| American Eagle       | Phoenix–Sky Harbor                                     |
| JSX                  | Estacional: Burbank, Orange County, San Diego/Carlsbad |
| Sun Country Airlines | Estacional: Mineápolis/St. Paul                        |
| United Express       | Denver, Los Ángeles, San Francisco                     |

A abril de 2024, Allegiant Air y American Airlines son las únicas aerolíneas que operan en Monterey con aviones principales como el Airbus A319. Allegiant planeaba volar Boeing 757-200 sin escalas a Honolulú a partir de noviembre de 2012; sin embargo, este servicio de Hawái nunca comenzó y posteriormente fue cancelado permanentemente. Avelo Airlines también planeó el servicio Boeing 737-800 a Burbank a partir de septiembre de 2021; sin embargo, este servicio también se canceló temporalmente antes de su lanzamiento.

## Aeropuertos cercanos
Los aeropuertos más cercanos son:
- Aeropuerto Internacional de San José (86km)
- Aeropuerto Internacional de San Francisco (123km)
- Aeropuerto de Oakland de la Bahía de San Francisco (130km)
- Aeropuerto de San Francisco China Basin Heliport (138km)
- Aeropuerto de Merced Municipal (141km)

## Véase también

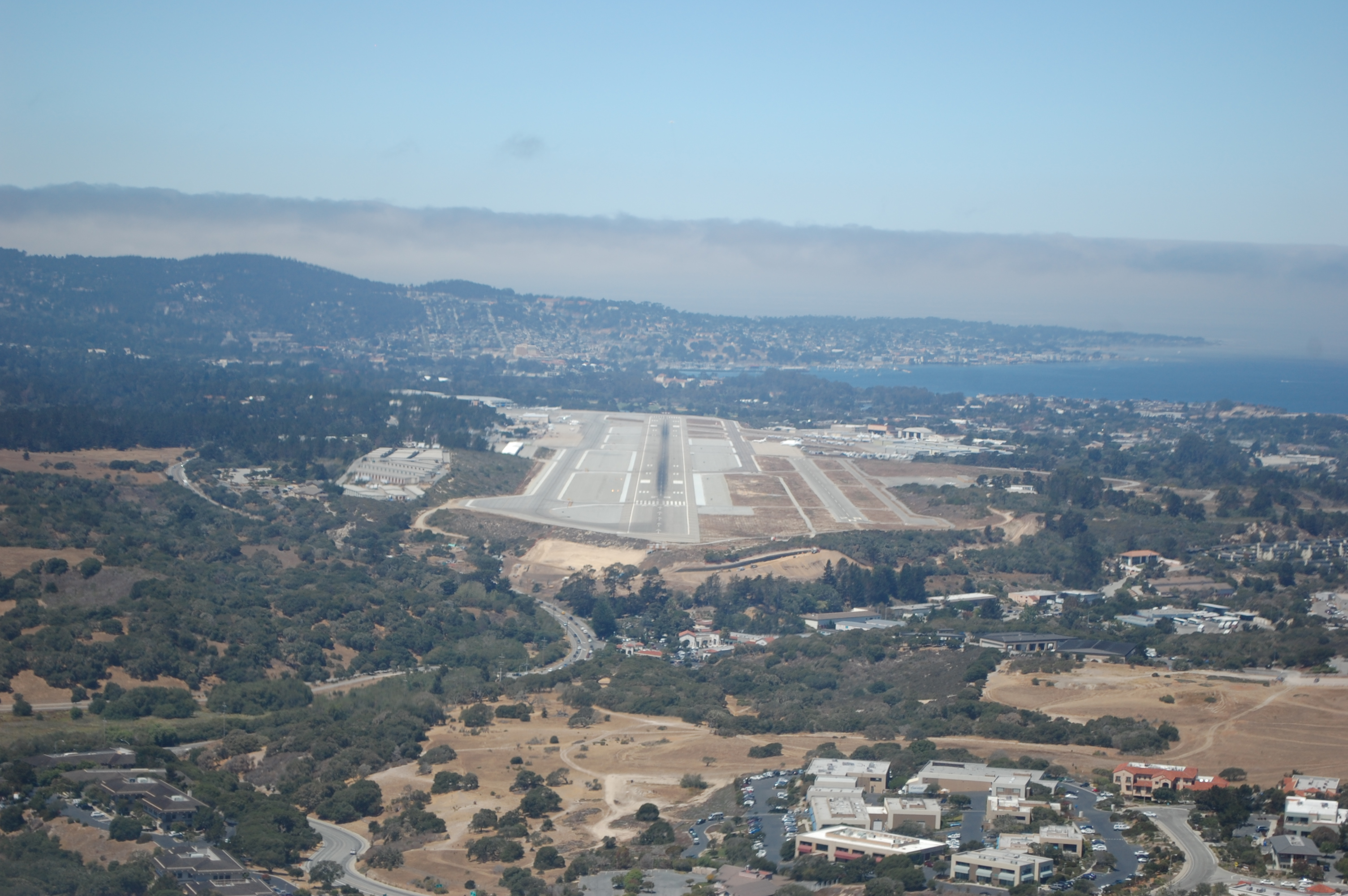
Aproximación final ala pista 28L

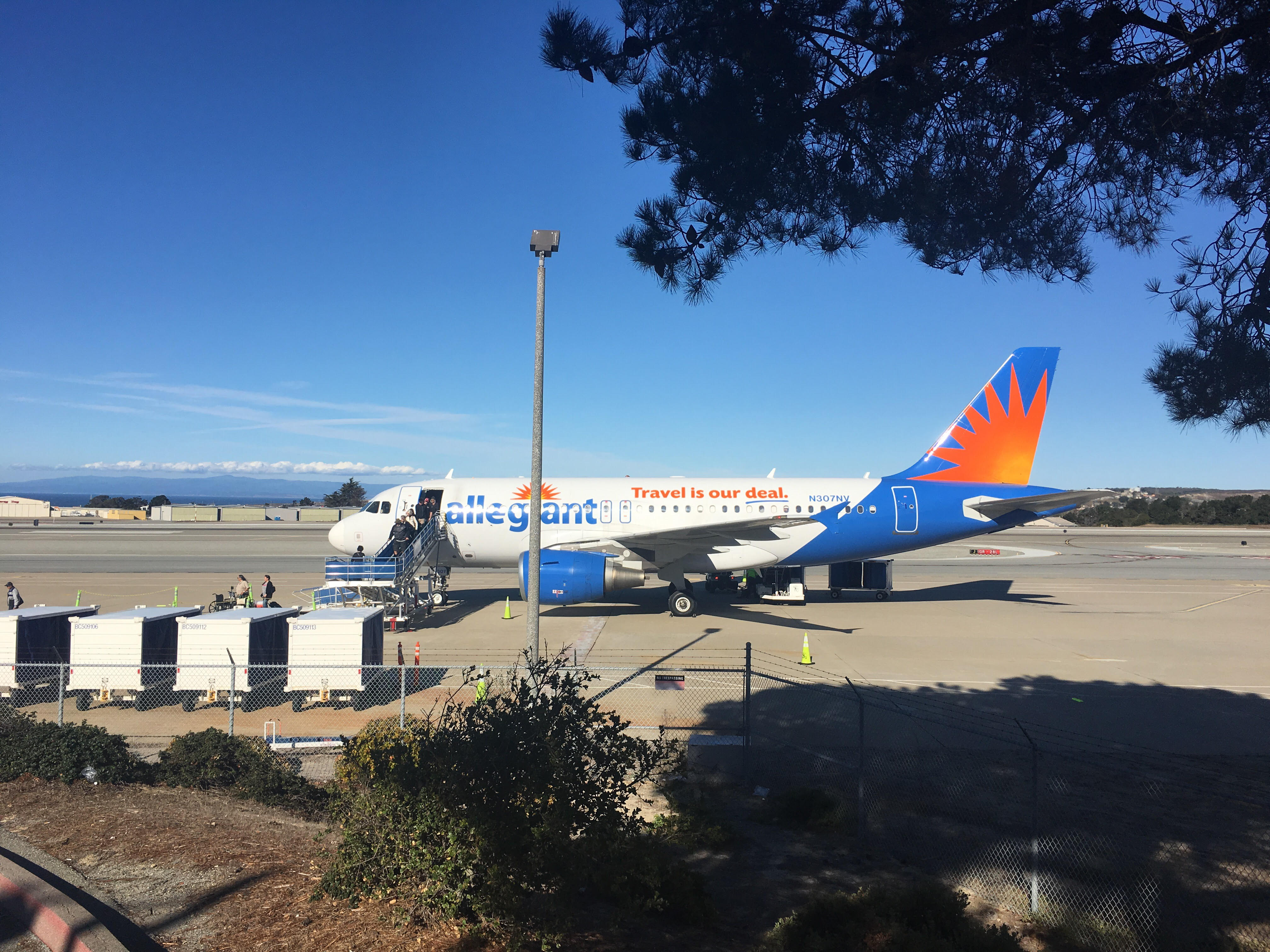
A319 de Allegiant Air Aeropuerto Regional de Monterey.